# Stazione di Pianura
La stazione di Pianura - Don Giustino Russolillo è una stazione ferroviaria di Napoli, posta sulla della ferrovia Circumflegrea gestita dall’Ente Autonomo Volturno. È ubicata in via Picasso nel quartiere Pianura.

## Strutture e impianti

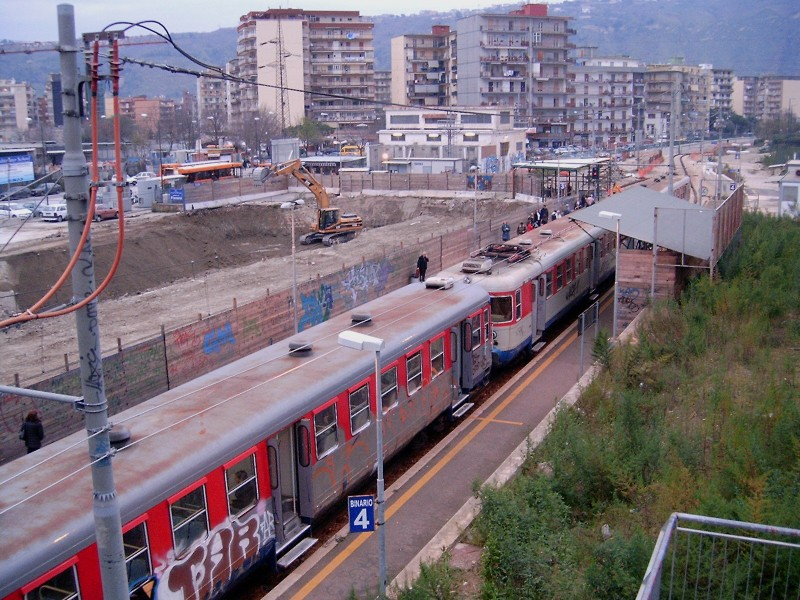
La stazione Pianura durante i lavori del 2006

La stazione, ristrutturata nel 2006, presenta 2 binari. È provvista di un sottopassaggio che porta al binario 2 e di 2 ascensori, nonché di biglietteria con annessa edicola e bar.
La stazione è un nodo importante di interscambio con gli autobus ANM e CTP.
Da notare inoltre che vi è un sovrappassaggio che collega Via Picasso con Via del Polo Artigianale, strada opposta alla stazione.

## Movimento
Il traffico passeggeri è ottimo in tutte le ore del giorno data l'alta densità abitativa della zona.